# Mark Greene
Dr Mark Greene – jeden z bohaterów serialu Ostry dyżur, grany przez Anthony’ego Edwardsa znanego z roli w filmie Top Gun. Przez pierwszych osiem sezonów był jednym z głównych bohaterów i poświęcono mu najwięcej czasu w serialu.

## Młodość
Mark Greene od dziecka wychowywany przez matkę, Ruth, i ojca, Davida, służącego przez wiele lat w United States Navy. Rodzina Greenów bardzo często się przeprowadzała. Mark miał bardzo trudny kontakt z ojcem, i był stanowczo bliżej matki. Starał się często przeciwstawiać woli ojca i zazwyczaj robił dokładnie co innego niż chciał David. Mark uważał, że kariera jego ojca w marynarce była porażką dlatego, że nigdy nie doczekał się awansu. Ojciec mógł wprawdzie zostać admirałem, jednak odrzucił propozycje ze względu na rodzinę. Najwięcej wspomnień Marka z czasów dzieciństwa pochodzi z Hawajów, z tego względu Mark spędza tam ostatnie tygodnie swojego życia razem z córką Rachel.
Mark ukończył studia medyczne i poślubił Jennifer (Jenn), z którą miał córkę Rachel. Mark ukończył praktyki i staż na urazówce w County General Hospital w Chicago

## 1994-2002
W pilotażowym odcinku, dziejącym się podczas dnia Świętego Patryka w 1994, Dr Greene był szefem stażystów na urazówce w szpitalu County General. Mark zostaje obudzony, żeby pomóc wytrzeźwieć swojemu staremu przyjacielowi Dougowi Rossowi, pediatrze pracującemu w tym samym szpitalu, który często przychodzi trzeźwieć na nocnym dyżurze Marka. W tym samym epizodzie Jennifer „Jen” Greene namawia Marka do wizyty w prywatnej klinice, aby ten umówił się na rozmowę kwalifikacyjną, i by porzucił County General, dzięki czemu zyska lepsze godziny pracy i będzie miał więcej czasu dla rodziny. Mark dochodzi jednak do wniosku, że „czysta” wersja medycyny, jaką oferuje mu prywatna praktyka, nie jest tym, co w swojej pracy kocha najbardziej. Wraca na „ostry dyżur”.
Podczas pierwszego sezonu małżeństwo Greenów przeżywało wiele wstrząsów. Gdy ówczesny szef urazówki David Morgenstern zaproponował Markowi posadę etatowego lekarza ten zgodził się bez namysłu na nowe stanowisko pomimo rozgoryczenia Jen która była przeciwna dalszej pracy męża w County General. Jako świeżo upieczony prawnik Jen przyjęła urzędniczą posadę w Milwaukee. Początkowo mieszkali razem jednak Markowi ciężko było dojeżdżać do pracy i w końcu zamieszkali osobno. Małżonkowie stopniowo oddalali się od siebie co doprowadziło w końcu do rozpadu małżeństwa. Jen i Rachel zamieszkały na stałe najpierw w Milwaukee, później w St. Louis.
Kariera Marka była bardzo trudna, dlatego że wymagała od niego podejmowania trudnych decyzji. Właśnie przez swoje decyzje odsunął się od przyjaciół, najpierw wybierając Dr. Kerry Weaver spośród innych kandydatów na szefa stażystów, czym zezłościł Susan Lewis, która również ubiegała się o to stanowisko, a była dobrą przyjaciółka Marka, później w konflikcie z Susan Mark staje po stronie Kerry i popiera jej szorstki styl zarządzania oddziałem. Przyjaźń z Dr. Rossem staje się napięta gdy zadania administracyjne Marka kolidowały ze specyficznym stylem pracy Douga dodatkowo Mark oburzony był osobistymi problemami przyjaciela przeszkadzającymi Dougowi w pracy lekarza, jednak ostatecznie obaj pozostali przyjaciółmi. Jego stosunki z Dr. Lewis były bardziej skomplikowane, Mark zdał sobie sprawę ze swoich uczuć do Susan, dopiero gdy ta wyjeżdżała do Phoenix, Mark co prawda wyznał jej miłość jednak było już za późno żeby można było coś z tym zrobić. Mark przeżył ogromny wstrząs po tym jak został zaatakowany w męskiej toalecie na urazówce (epizod „Random Acts”), został tam dotkliwie pobity i nie mógł sobie poradzić ze stresem przez bardzo długi czas. Początkowo Mark sądził, że jest to odwet za śmierć jednego z pacjentów zmarłego na skutek rzekomego zaniedbania, później doszedł jednak do wniosku że padł ofiarą napastnika atakującego różnych lekarzy w różnych szpitalach. Mark kupił broń i później użył jej do nastraszenia grupki chuliganów w pociągu, po tym wydarzeniu zdecydował się wyrzucić broń do rzeki. Mark walczył ze swoimi słabościami przez większą część sezonu 4 aby w piątym sezonie pomóc pewnemu Nigeryjczykowi Mobolaji odzyskać wspomnienia dotyczące jego pobytu w Nigerii, tortur i ataków na rodzinną wioskę Mobolaji’a dzięki czemu Nigeryjczyk mógł dostać azyl i uniknąć deportacji.
Wraz z odejściem ojca Douga pojawiają się rodzice Marka, on i Doug wyjechali do Kalifornii żeby załatwić sprawy związane z pogrzebem (ojciec Douga zginął wraz ze swoją nową żoną w wypadku samochodowym). Przy okazji postanawiają odwiedzić rodziców Marka, którzy żyją niedaleko. Stosunki Marka i jego ojca Davida są ciągle trudne, jego matka natomiast z powodu starzenia się zaczyna chorować. Mark dodatkowo dowiaduje się, że matka uważała jego narodziny za błąd, dlatego że nie znała dobrze Davida i musiała szybko wyjść za mąż tylko dlatego, że była w ciąży. Nieufność Marka do marynarki powoduje liczne nieporozumienia z ojcem, między innymi gdy matka (Ruth) trafia do szpitala, ojciec z synem kłócą się czy ma być leczona w wojskowym szpitalu czy w placówce cywilnej. Ruth ostatecznie umiera Mark udaje się na jej pogrzeb pozostawiając oddział w trudnej sytuacji, co w połączeniu z konfliktem z Kerry Weaver otworzyło Robertowi Romano drogę do objęcia stanowiska szefa działu kadr.
Życie osobiste Marka po rozwodzie było burzliwe. Stał się podobny do Douga. Miał kilka romansów między innymi z pielęgniarką Chuny Marquez, zdarzyło się tak że umówił się na trzy randki jednego dnia. Miał krótki romans z Cynthią Hooper (Mariska Hargitay). Hooper zostawiła go po tym jak odkryła, że Mark naprawdę jej nie kocha. Mark ostatecznie spotkał brytyjska panią chirurg, Elizabeth Corday. Corday znalazła się w Chicago w ramach programu wymiany, z polecenia Dr. Romano. Zabiegi Romano względem Corday nie odnosiły efektów bo Elizabeth była związana z Peterem Bentonem. Ostatecznie Mark i Elizabeth umawiają się na randkę. Mark odkrywa że jego ojciec cierpi na zaawansowany nowotwór płuc choroba jest już na tyle poważna ze David nie może sam sobie poradzić i jest zmuszony przenieść się do Chicago i zamieszkać z Markiem, który się nim zajmie. Bliskość uleczyła ich stosunki i dzięki niej ojciec z synem się pogodzili. Później David umiera.
Związek Marka i Elizabeth układał się pomyślnie i w końcu zamieszkali razem. Mark późnej kupił dom i ożenił się z Dr. Corday. Po pewnym czasie rodzi się im córka Ella. Ich szczęście jest zagrożone gdy oburzony ojciec pacjenta (odebranego mu przez pracowników socjalnych) zamierza zemścić się na doktorze i jego rodzinie, zabija i rani kilka osób, oraz zamierzał zabić Elizabeth i Elle. Po postrzale przez policjantów morderca trafia na urazówkę County General, podczas leczenia był transportowany przez Marka na salę operacyjną, a później miał trafić do aresztu. Gdy znaleźli się sami w windzie Mark zdecydowa łsię wstrzymać reanimację i pozwolić mu umrzeć. Później Mark sfałszował nagranie żeby pokazać, że próbował go uratować. Elizabeth podejrzewała, że Mark przyczynił się do śmierci tego człowieka, jednak Mark ucinał wszelka dyskusję. Późnej w Chicago zjawia się Rachel, i przeprowadza się do ojca i niechętnej temu Elizabeth. Elizabeth odkrywa że Rachel wymyka się wieczorami z domu i zażywa narkotyki, co utrudnia jej stosunki z Elizabeth.

## Śmierć
Mark miał poważne problemy zdrowotne i ostatecznie zdiagnozowano u niego nieoperacyjny nowotwór mózgu. Mając nieco czasu Mark zasięgnął opinii neurochirurga z Nowego Yorku, Dr. Burka, która była bardziej pocieszająca. Operacja Marka, przygotowana przez Burka udała się, jednak rekonwalescencja pozwalająca Markowi dojść do stanu sprzed operacji była bardzo trudna. Rok później nastąpiła wznowa i nowotwór był już jednoznacznie nieoperacyjny.
Uzależnienie Rachel od narkotyków staje się problemem kiedy przez przypadek Ella zażywa nieco ekstasy z plecaka Rachel i o mało nie umiera (epizod „Damage is Done”). Gdy Mark odmawia wyrzucenia Rachel z domu Elizabeth mówi, że nie wróci do domu dopóki Rachel tam mieszka. Elizabebeth opuszcza Marka i przeprowadza się do hotelu. Późnej Mark nie chce powiedzieć Elizabeth o wznowie i o swoim stanie. Jedyną osobą która o wszystkim wie jest Susan Lewis, która się opiekuje Markiem po chemioterapii i radioterapii. Elizabeth później odkrywa prawdę i chce wrócić do domu, Mark mówi że nie powinna być jego żoną tylko dlatego, że jest chory, ostatecznie Elizabeth wraca aby pomóc Markowi w terminalnym stadium choroby.
Ostatecznie Mark rezygnuje z leczenia aby uniknąć powolnego umierania i bólu. Podczas swojego ostatniego dnia w County General spotyka tę sama kobietę co w pierwszym epizodzie Ostrego Dyżuru. Ma znowu wrośnięty paznokieć i wyjaśnia jak bardzo jest to bolesne. Mark mówi jej że ma nieoperacyjny nowotwór, i mówi żeby inny doktor się nią zajął. Opuszcza Ostry Dyżur, przerywa leczenie, mówi do Johna Cartera: „to ty nadajesz ton” i zabiera Rachel na ostatnią wspólną wycieczkę na Hawaje.
Po kilku przeprowadzkach po wyspie i kilku konfliktach z córką zaczyna cierpieć z postępujących dolegliwości i prosi Rachel aby ta zadzwoniła do Elizabeth i sprowadziła ją i Ellę na Hawaje. Jednej nocy Rachel przychodzi do pokoju Marka gdy ten śpi. Mark budzi się i uśmiecha do córki oraz mówi jej że śnił o niej i o tym jak w dzieciństwie lubiła się bawić kolorowymi balonami. Stara się powiedzieć jej część tej rady jaka każdy ojciec powinien dowidzieć swojej córce. Tłumaczy jej również żeby była hojna w obdarowywaniu innych swoim czasem, swoją miłością i całym swoim życiem. Rachel mówi ojcu że pamięta kołysankę którą jej śpiewał w dzieciństwie, później zakłada Markowi słuchawki i puszcza „Somewhere Over The Rainbow”, Mark się uśmiecha i zasypia. Podczas trwania utworu Mark chodzi we śnie po pustym oddziale, Następnego ranka Elizabeth odkrywa że Mark zmarł. 9 maja 2002 odcinek ER miał największa oglądalność.

## Epilog
Dr Mark Greene został usunięty z serii ponieważ aktor Anthony Edwards postanowił, że chce spróbować innych propozycji ról. Dr Greene pojawił się na zdjęciach włączonych w pokaz slajdów pokazany przez dr Cartera w sezonie 11 w odcinku „The Show Must Go On”. Greene był słyszany również w głosie lektora mówiącym Carterowi, że musi „nadawać ton” w ER. W sezonie 12 w odcinku „Body and Soul” wspomina się o nim podczas powrotu do 2002, kiedy dr Pratt mówi swojemu pacjentowi, Nate Lennoxowi (James Woods), że personelu na ER było tak mało ze względu na pogrzeb Greena, na który większość poszła.

## Powrót do serialu
W 2008 roku, producenci ER ogłosili, że Edwards powtórzy swoją rolę w ostatnim sezonie serialu jako dr Greene pojawiający się w retrospekcjach w odcinku „Heal Thyself” rzucając światło na przeszłość Dr Catherine Banfield (zagrany przez Angelę Bassett). 13 listopada 2008, po 6 latach od jego odejścia z serialu, Anthony Edwards wrócił jako dr Mark Greene. Wydarzenie retrospekcji miało miejsce w 2002 roku, w ostatnich miesiącach życia Greene’a i pokazano jego spotkanie, z Catherine Banfield, która przed 6 laty zaczęła pracować w tym samym oddziale pomocy doraźnej. Wówczas leczył jej syna, Darryla, który ciężko chorował, a która okazała się być białaczką. Historia miała miejsce w sezonie 8, gdy Mark i Elizabeth się pogodzili. Później dowiedziała się, że jego guz powrócił. Mark zabrał ze sobą tajemnicę tego spotkania, którą widzowie poznają pięć lat później.
Ścigał się z Kerry Weaver i Robertem Romano o podjęcie tego przypadku pomimo swojej chemioterapii. Darryl umarł, ale to były bohaterskie czyny Marka, które wywołały Catherine za obecny dzień do pomocy oprócz panny z utonięcia, i by zainspirować ją do chęci pracy na pełnym etacie w County General Hospital.
Podczas 15, ostatniego sezonu ER, pielęgniarka z długim stażem Haleh Adams w odcinku “The Book of Abby” pokazuje lekarce Abby Lockhart szafkę z metkami lekarzy i innych byłych pracowników szpitala. Wśród nich można zobaczyć metkę Greena.
Jego córka, Rachel pojawia się w tym sezonie jako studentka medycyny.